# Farol da Ponta da Barca
O Farol da Ponta da Barca localiza-se na elevação da Ponta da Barca, sobranceira à Baía da Ponta da Barca, na costa noroeste da ilha Graciosa, nos Açores. O farol é constituído por um edifício simétrico, de um só piso, do qual se eleva uma torre cilíndrica central, de cor branca com listas cinzentas, com 23 metros de altura, o que, somado com a altura da falésia sobre a qual foi construído, coloca a sua luz a 71 metros de altitude acima do nível médio do mar. O farol é de segunda ordem, tendo entrado em funcionamento a 1 de Fevereiro de 1930.

## Características e história
O farol, que tem o número nacional 797 e o número internacional D-2676, está equipado com um aparelho lenticular dióptrico catadióptrico girante de 3.ª ordem, de grande modelo, com 500 mm de distância focal (fabricado em 1927) e tem as seguintes características técnicas: altura da torre - 23 m; altitude - 71 m; luz - Fl W 7 s; alcance - 20 milhas náuticas.
Inicialmente a rotação da óptica era produzida por uma máquina de relojoaria, produzindo um relâmpago simples de 5 em 5 segundos, sendo a fonte luminosa a incandescência pelo vapor de petróleo, tendo como reserva um eclipsor a gás BBT. Estava também equipado com um sistema de emergência constituído por um candeeiro de nível constante de 4 torcidas.
O Plano Geral de Farolagem de 1883 previa a instalação do farol de 2.ª ordem no topo do Pico Negro, um cone vulcânico costeiro sito cerca de 500 m a SE da Ponta da Barca. Dificuldades no acesso e na implantação da obra, resultantes da elevada pendente e da natureza friável da bagacina que constitui o cone, levaram a que o farol fosse localizado na Ponta da Barca, o que facilitou em muito a construção do farol, embora criando sectores relativamente extensos no quadrante ESE em que a interposição do Pico Negro não permite a observação visual do farol.
Apesar dos inconvenientes resultantes da interposição do Pico Negro, esta nova escolha de lugar mereceu parecer positivo da Comissão de Farolagem, a qual, em 1902, concluiu: "à Comissão satisfaz a proposta para ser instalado nesta ponta um aparelho de quinta ordem, mostrando grupos de cinco clarões brancos…, embora entendendo que face à escassa navegação que vinha do norte da ilha, chegava um aparelho de quinta ou, quando muito, de terceira ordem, pequeno modelo, no que se podia fazer uma grande economia."

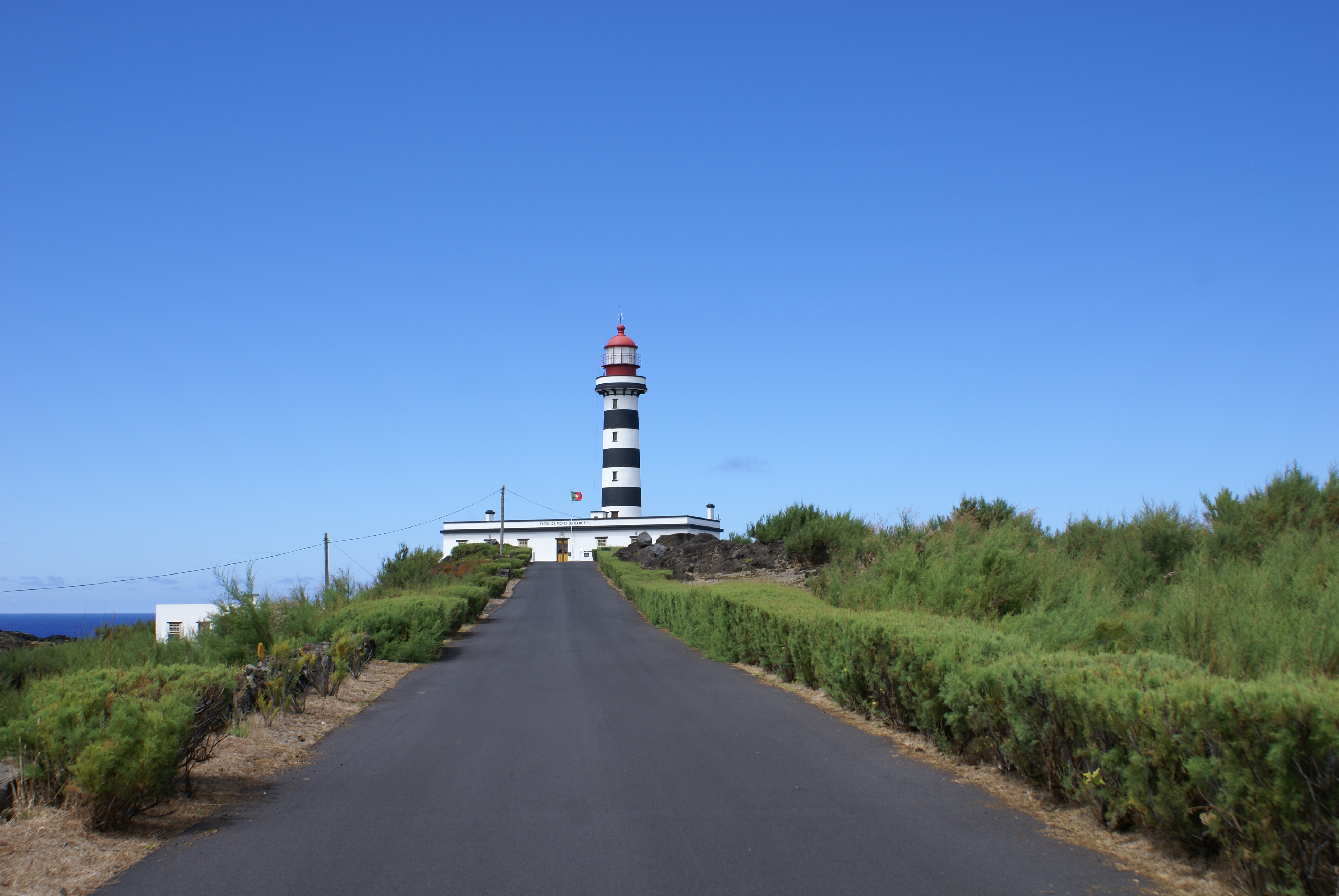
Farol da Ponta da Barca, Baía da Ponta da Barca, outra vista.

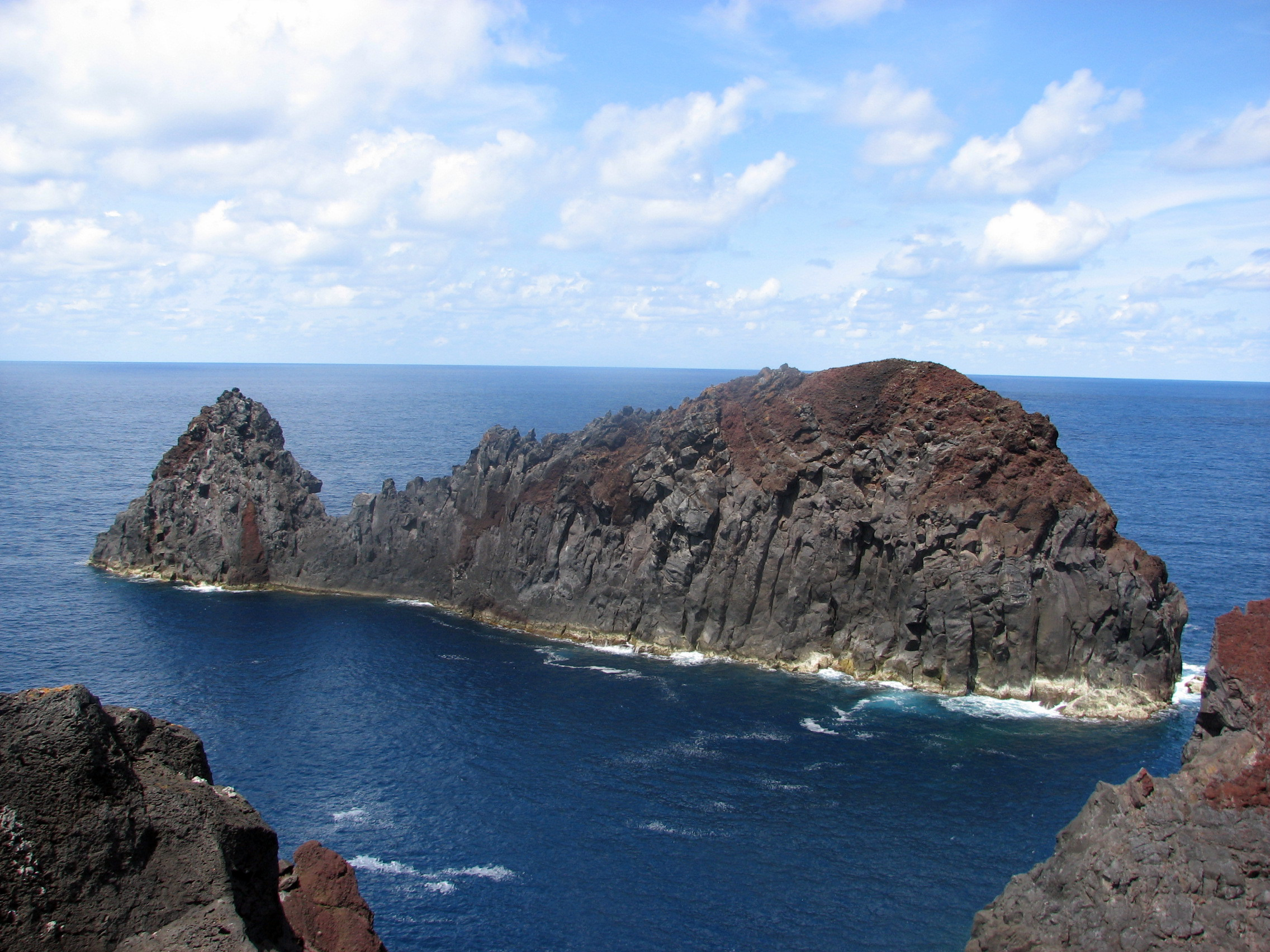
A famosa baleia de pedra da Ponta da Barca (um dique basáltico que resistiu à abrasão marinha).

Apesar de incluído no Plano de 1883 e de ter a sua localização aprovada em 1902, apenas em 1927 foram adquiridos em França, por 804 200 francos franceses (na altura 72.378$00 escudos), os equipamentos de relojoaria, a óptica e a lanterna que a aloja.
Isolado na costa noroeste, apenas em 1935 foi construída pela Junta Geral do Distrito Autónomo de Angra do Heroísmo a estrada que liga o farol a Santa Cruz da Graciosa, tendo a Direcção de Faróis de comparticipar com 6.000$00 escudos.
O edifício inicial tinha apenas duas habitações para faroleiros, mas em 1952 foi construída mais uma habitação, à qual alguns anos depois seria adicionada uma quarta, permitindo que a lotação do farol passasse a ser de quatro faroleiros.
Em 1958 o farol foi electrificado através da instalação de dois grupos electrogéneos, passando a fonte luminosa a ser uma lâmpada de 3000 W, a 110 V, o que permitia um alcance luminoso de 41 milhas náuticas, ficando como reserva a incandescência pelo vapor de petróleo. Na década de 1980, a lâmpada foi substituída por uma de 1000 W, funcionando ainda a 120 V, o que reduziu o alcance luminoso do farol para as actuais 20 milhas náuticas. Em 1999 passou a ser abastecido com energia da rede pública e foi automatizado com o sistema modelo DF.
O farol da Ponta da Barca tem hoje a torre mais alta dos faróis dos Açores, encontrando-se numa zona muito exposta às intempéries, o que exige cuidada manutenção. Em 1978 uma trovoada causou grandes estragos no farol e nas habitações dos faroleiros.
Frente ao farol situa-se a famosa baleia de pedra, uma curiosa formação rochosa em forma de baleia vista de perfil, criada pela erosão diferencial de um dique de basalto.